# 일본의 성모 신심

## 역사
일본의 마리아 신심은 천주교가 프란치스코 하비에르(Francisco de Xavier. 1506-1552)에 의해 일본에 포교된 때로 거슬러 올라간다. 일본 천주교 포교는 1549년 8월 15일, 곧 성모승천대축일부터 시작한다. 하비에르 일행은 가고시마의 영주 시마즈 다카히사(島津貴久. 1514-1571)에게 성모자 성화를 보여주는데 영주와 그 어머니는 성모의 아름다움에 감탄한다. 하비에르 일행에게 호감을 가진 영주는 선교사들의 활동과 가고시마 백성의 천주교 신앙을 허락하고 선교사들이 살 작은 집을 제공해주는 등 일본 천주교 선교에 기여한다. 이를 계기로 하비에르 일행은 선교의 기반을 마련한다. 
그러나 1614년 도쿠가와 이에야스(徳川家康. 1543-1616)가 전국에 천주교 금교령을 내리면서 박해가 시작된다. 천주교인들은 박해를 피하기 위해 잠복 신앙생활을 하는데 이들을 잠복 그리스도인, 곧 가쿠레 키리시탄(隠れキリシタン)이라고 한다. 불교 신자로 위장한 키리시탄들은 불상처럼 보이는 마리아 관음상 앞에 기도하며 성모 신심을 지켰다. 

## 츠와노(津和野)의 성모 발현과 오토메토게 축제(乙女峠まつり)
잠복 신앙생활을 하다가 박해 당국에 검거된 키리시탄들은 1868년 7월 11일부터 유배형에 처한다. 처음에는 신토 개종을 권유했으나 아무도 굴하지 않자 이들 중 일부는 오토메토게(乙女峠. 처녀언덕)로 보내져 각자 좁은 감옥 안에 알몸으로 가두고 고문이 가해졌다. 이들 중에 야수타로(安太郎)는 자신을 걱정해 찾아온 두 친구에게 성모님을 닮은 부인이 매일 밤 자신에게 나타나 격려해준다고 말한다. 어느 날 밤 두 친구는 야수타로를 탈출시키기 위해 다시 찾아가지만 야수타로는 탈출을 거부하고 그날 밤 미소 띠며 운명한다.
이러한 순교자들의 성모 신심을 기리기 위해 히로시마 교구는 그 순교지에 오토메토게 마리아 성당을 세워서 1951년 5월 3일에 야수타로를 비롯한 37명의 순교자들과 성모님께 봉헌한다. 이 때부터 매년 5월 3일에 “오토메토게 축제”라는 일본 고유의 성모 신심 예식을 거행하는데 그 과정은 다음과 같다. 베일을 쓰고 흰 옷을 입은 소녀들이 츠와노 성당부터 오토메토게까지 성모상을 올린 가마를 들고 행렬하고 그 뒤로 사제단과 사람들이 따른다. 행렬이 오토메토게에 도착하면 거기서 순교자들의 시복시성을 위한 야외미사가 거행된다. 성모님의 도움과 보호에 감사하는 이러한 성모 신심 예식은 지금도 매년 이뤄진다. 

## 아키타(秋田) 성모상의 눈물과 메시지
1975년 1월 4일부터 1981년 9월 15일까지 아키타시 유자와다이(湯沢台)에 있는 성체봉사회 수녀원 “성 마리아의 집” 목조성모상에서 눈물이 흐르는 현상이 101회에 걸쳐 일어났다. 사사가와(笹川) 아녜스 수녀는 성모님께 메시지를 받는데 그 내용은 죄인들의 회개와 보속, 그리고 천주 성부를 위로해드리기 위해 기도하라는 것이다. 1984년 4월 22일, 니가타(新潟) 교구장 이토 쇼지로(伊藤庄治郎) 사도요한 주교는 서한을 통해 아키타 성모상의 불가사의한 현상이 신앙에 위배되지 않으며 로마성성으로부터 최후판정이 나올 때까지 아키타 성모 공경을 금하지 않음을 발표한다. 2019년에도 로마성성의 최후판정은 나오지 않았다.

## 일본의 마리아 신심
일본 천주교회사에서 성모님에 대한 신심은 신자들이 오랜 박해를 극복할 수 있는 신앙의 보조 역할을 해왔다. 그만큼 일본 신자들은 성모님이 자신들의 곤경을 외면하지 않고 항상 지켜주시는 보호자로 여겨왔다. 키리시탄들은 마리아 관음상에 기도했고, 순교자들은 죽음의 순간에도 성모님을 통해 위로받았으며, 이 외에 히로시마(広島)와 나가사키(長崎) 원폭 때도 신앙인들은 성모님께 보호를 청하였다. 최근 아키타 성모상의 눈물과 메시지에 신자들의 관심도 성모님께 대한 신심에서 비롯됐다고 할 수 있다. 
이처럼 일본의 마리아 신심은 일본 교회 역사와 그 신앙생활에 중요한 부분을 차지한다. 다양한 토속 신앙이 활동하는 척박한 환경 속에서 일본 교회가 변질되지 않고 보편 교회와 같은 신앙을 고백할 수 있는 것은 마리아 신심을 통해 신앙을 지켜왔기 때문이다. 비록 그 교세는 점점 약해지고 있지만 일본은 지금도 마리아 신심을 오토메토게 축제와 아키타 성모 공경을 통해 여실히 드러내고 있다. 